# Neopalthis madates
Neopalthis madates är en fjärilsart som beskrevs av Druce 1891. Neopalthis madates ingår i släktet Neopalthis och familjen nattflyn. Inga underarter finns listade i Catalogue of Life.